# サラ・シメオニ
サラ・シメオニ（Sara Simeoni, 1953年4月19日 - ）はイタリアの陸上競技女子走高跳選手である。

## 主な成績
- 1976年モントリオールオリンピック銀メダル
- 1980年モスクワオリンピック金メダル
- 1984年ロサンゼルスオリンピック銀メダル

## プロフィール
- 1970年代中盤～1980年代初期にかけて活躍した女子走高跳選手であった。
- 1978年に東ドイツのローズマリー・アッカーマンが持っていた2m00の世界記録を1cm更新する2m01の世界新記録を樹立した。
- 女子選手としてはアッカーマンに続く史上2人目、背面跳びでは女子初の2mジャンパーである、また美人選手としても名高かかった。
- シメオニが活躍した時期は東欧勢（特に旧東ドイツ）がこの種目では優勢であったが、モスクワオリンピックでは五輪新記録で東欧勢を抑えて見事金メダルを獲得したことが特筆される。